# 手塚英臣
手塚 英臣（てづか ひでおみ）は、日本の銀行行員、宮内庁職員。学習院中等科より上皇の一年後輩となり、東宮侍従、侍従、侍従次長、掌典長を歴任した。

## 生涯
東京銀行に勤務し、昭和58年（1983年）東宮侍従に就任。5月2日、英臣は新任東宮侍従として、前任の東宮侍従樫山和民や新宮内庁御用掛岡野弘彦らと共に、昭和天皇・香淳皇后に拝謁した。
平成元年（1989年）代替わり後には侍従に転じた。平成2年（1990年）1月9日、昭和天皇霊代奉遷の儀が執り行われ、天皇は英臣を勅使として代拝させた。
平成3年（1991年）の雲仙普賢岳噴火への見舞に侍従として随行した。また翌年の天皇訪中にも随行した。
平成15年（2003年）4月1日、侍従次長に昇任した。
平成17年（2005年）3月31日、侍従次長を退任した。
平成21年（2009年）5月15日、掌典長に就任した。
平成24年（2012年）9月13日には穂高神社を妻と正式参拝して御船会館を見学し、翌14日には上高地奥宮を参拝した。
平成25年（2013年）10月2日、第62回神宮式年遷宮の内宮遷御の儀にて、勅使として参向した。
平成26年（2014年）1月1日、東伏見慈洽が遷化したことにより儀式の慎みや延期があった。そのうち、英臣は1月7日の昭和天皇祭で天皇の代拝を務め、1月8日には4日に行われる予定であった奏事始の儀を掌典長として行い、ここで前年に斎行された式年遷宮についても奏上すると、「1年間ご苦労さま」という旨のおことばを受けたという。2月2日、掌典長を退任した。

## 人物
- 平成3年（1991年）の雲仙普賢岳噴火被災者への見舞の時、天皇から「周りの人はどんな服装でいるのか」という旨を聞かれたため、「皆さんラフな格好をしている」と奏上したら「上着とネクタイは取って行こう」と話してダブルスーツからワイシャツ姿に変わったことをエピソードとして語っている[* 2]。
- 平成4年（1992年）の中国訪問について、上海総領事を通じて「車のスピードは落としてほしい」「沿道に市民は動員しないでほしい」と要望し、「時速10キロにも満たないスピード」で南京路を走らせたという[* 3]。この訪中を「こんなに大成功した外国訪問はなかったと思う」と回想している[* 3]。
- 平成31年（2019年）4月30日、退位礼正殿の儀の後、長らく侍従として皇室に仕えてきた身としてインタビューに答え、「皇后陛下とお二人のお時間をお持ちになって、お健やかで穏やかなこれからをお過ごしになるように本当に心から願っております」と述べている[* 6]。

### サイト出典
1. 1 2 3  “古来の天皇像を着実に継承、国民との関係は模索続く…令和の皇室＜８＞”. 『読売新聞オンライン』. (2022年12月28日).  オリジナルの2022年12月28日時点におけるアーカイブ。
2. 1 2  “天皇陛下“象徴”めぐる模索”. 『報道STATION』. (2019年4月30日).  オリジナルの2023年6月16日時点におけるアーカイブ。
3. 1 2 3  “天皇訪中30年「熱烈歓迎」も「清算」はかなわず…「真摯な姿勢伝わった」一方「政治利用」との批判も”. 『東京新聞』. (2022年10月3日).  オリジナルの2022年10月3日時点におけるアーカイブ。
4. ↑  “伊勢で「遷御」始まる　遷宮、クライマックスに”. 『日本経済新聞』. (2013年10月2日).  オリジナルの2013年10月5日時点におけるアーカイブ。
5. 1 2  “（313）両陛下、トルコ首相夫妻と10年ぶりにご会見 愛子さま、スキーの難コースにご挑戦”. 『産経ニュース』. (2014年1月11日).  オリジナルの2023年6月15日時点におけるアーカイブ。
6. ↑  “元側近ら「改めて畏敬の念」上皇さまへの思い語る”. 『テレ朝news』. (2019年5月1日).  オリジナルの2023年6月16日時点におけるアーカイブ。

### 史料・辞典
- 『昭和天皇実録』第十七、宮内庁編、2018年3月30日。ISBN 978-4-487-74417-6。
- 『昭和天皇実録』第十八、宮内庁編、2018年3月30日。ISBN 978-4-487-74418-3。
- 『皇室事典』令和版、皇室事典編集委員会編著、KADOKAWA、2019年。

### 雑誌
- 『神社だより安満都美』、穂高神社社務所、2012年12月10日。